# Денисов Олександр Іванович
Дени́сов Олекса́ндр Іва́нович (23 листопада 1939 , Свинець, Курська область ) — радянський та український вчений у галузі промислової електроніки, освітній діяч, ректор Чернігівського державного технологічного університету в 1986—2009 роках.

## Біографія
Олександр Денисов народився 23 листопада 1939 року в селі Свинець Курської області Росії. Після війни батьки переїхали до Артемівська. Там юнак закінчив Артемівський кераміко-механічний технікум. У молодості захоплювався спортом. Займався гімнастикою, боксом та шахами.
Навчався у Донецькому політехнічному інституті, після третього курсу перевівся до Київського політехнічного інституту, який закінчив у 1966 році.
У 1959—1967 роках працював електриком, майстром та інженером на промислових підприємствах Донецька та Орджонікідзе.
З 1967 до 1986 року працював в Північнокавказькому гірничо-металургійному інституті завідувачем лабораторії, асистентом, старшим викладачем, доцентом, завідувачем кафедри промислової електроніки. В 1981 році нагороджений почесною грамотою Міністерства освіти Північно-Осетинської АРСР, в 1984 році — значком президії центральної ради Всесоюзного товариства винахідників та раціоналізаторів «Відмінник винахідництва та раціоналізації», а в 1985 році — значком Мінвузу СРСР «За відмінні успіхи в роботі в галузі вищої освіти».
В 1970 році захистив кандидатську, а в 1984 році — докторську дисертації. В 1986 році здобув вчене звання професора.
З 1986 року Олександр Денисов працював завідувачем кафедри промислової електроніки і директором Чернігівського філіалу Київського політехнічного інституту. За ініціативою Денисова філіал в 1991 році став самостійним закладом вищої освіти — Чернігівським технологічним інститутом, який в 1999 році був перетворений в Чернігівський державний технологічний університет. На посаді ректора доклав зусиль для створення в університеті фінансово-економічного напряму перепідготовки та підвищення кваліфікації спеціалістів.
В 1999 році нагороджений почесною грамотою Чернігівської облдержадміністрації та знаком Міністерства освіти України «Відмінник освіти України».
В 2001 році отримав почесне звання «Заслужений діяч науки і техніки України».
Має дружину, сина, дочку та онука.

### Конфлікт з Бутком
26 червня 2008 року відбулися вибори ректора ЧДТУ, на яких Денисов набрав 68,05 % голосів, а його конкурент, завідувач кафедри менеджменту Микола Бутко, — 30,17 %. Конкурсна комісія рекомендувала до призначення ректором Бутка, але в результаті 22 липня контракт з Денисовом був продовжений на рік. Вибори ректора супроводжувалися скандалами та взаємними звинуваченнями кандидатів.
У вересні 2008 року розпочалася ревізія вишу обласним контрольно-ревізійним управлінням. Вона встановила, що університет частину грошей, сплачених студентами, спрямовував до комерційної структури — банку «Демарк». Ректор оголосив догану головному бухгалтеру університету Григорію Вершняку та першому проректору Петру Чередниченку. А 23 грудня 2008 року міністр Вакарчук оголосив догану ректору Денисову з вимогою перерахувати всі кошти на рахунок казначейства. Наприкінці лютого 2009 року до Чернігова приїхав представник контрольно-ревізійного відділу міністерства і встановив, що гроші не перераховані. 4 березня 2009 року міністр освіти і науки України Іван Вакарчук розірвав контракт та звільнив Олександра Денисова з посади ректора Чернігівського державного технологічного університету за одноразове грубе порушення трудових обов'язків керівника.
За словами Олександра Денисова, бухгалтер університету Григорій Вершняк та перший проректор Петро Чередниченко організували проти нього наклепницьку кампанію за вказівкою його опонента Миколи Бутка. Колишній ректор стверджував, що виявлена перевіркою система оплати навчання існувала в університеті вже 8 років і неодноразово перевірялася КРУ. За словами представника прокуратури Чернігівської області, шкоди університету така система не наносила. Микола Бутко та Григорій Вершняк звинувачення відкидали. Бутко подав до суду на Денисова для захисту честі, гідності і ділової репутації, проте справу програв.
Олександр Денисов подав позов до суду з вимогою поновлення на посаді. 29 травня 2009 року суд задовольнив позов і поновив колишнього ректора на посаді, проте МОН подало апеляцію. У вересні 2009 року апеляційний суд скасував рішення суду першої інстанції про поновлення Денисова на посаді, рішення апеляційного суду остаточно підтвердив Верховний суд у лютому 2010.
27 квітня 2010 року відбулися вибори ректора, у яких взяли участь Петро Чередніченко, Микола Бутко і Сергій Шкарлет. Останній отримав 111 голосів із 175 і став новим ректором ЧДТУ.

## Наукові досягнення
Досліджував проблеми силової електроніки, систем управління напівпровідниковими перетворювачами. Розробив системи високоточної стабілізації швидкості електропривода апаратів точного магнітного запису, впроваджені у виробництвово НВО «Маяк» (Київ).
Олександр Денисов має 146 наукових і учбово-методичних робіт, з яких 3 монографії та 1 довідник з перетворювальної техніки. Отримав 22 авторських свідоцтва, підготував 8 кандидатів наук.
Член редколегії наукового журналу НАН України «Технічна електродинаміка», заступник голови експертної ради Вищої атестаційної комісії з електротехніки та енергетики, член спеціалізованої ради Д 26.187.01 по захисту докторських дисертацій в Інституті електродинаміки НАН України.